# Ma este
A Ma este az MTVA saját gyártású, minden nap jelentkező, élő esti műsorfolyama, az M1 napi aktuális csatornán. A műsor három házigazdája felváltva Kontra György, Meszes Boglárka és Németh Balázs. A stúdióbeszélgetések során a meghívott vendégekkel Mészáros Kata és Somorjai Balázs beszélgetnek. A Ma estét a Duna Média munkatársai szerkesztik és az MTVA gyártja. A műsor grafikájának a vezérszíne a sötétkék.

## Története
A műsor elődje a Pulitzer-emlékdíjas Az Este volt, mely az általános műsorstruktúrát alkalmazó M1-en volt látható minden hétköznap este általában 22 óra magasságában, közel fél órás terjedelemben. A délután rögzített műsor egy stúdióbeszélgetés volt a műsorvezető és a meghívott vendég(ek) között.

## Adásmenet
A műsor minden nap este 17:52 perckor kezdődik és 21:55-kor fejeződik be. A 17:52 perces kezdet után kezdődik az M1-en és a Dunán az este hat órai fél órás Híradó. Ezt követően 18:30 perc körül, az időjárás-jelentés után stúdióbeszélgetésekkel folytatják a műsort. Ezek általában valamilyen politikai, bűnügyi, sport vagy rendkívüli eseményekről szólnak. 19:00-kor a fél nyolcas Híradó fő híreit mondják el öt percben. 19:05-től 19:30-ig egy magazinműsor ismétlését tűzik műsorra, megszakítások nélkül. 19:30-kor jelentkezik a Híradó fő kiadása, egy órában. A műsor 20:30 után hasonló struktúrával folytatódik: híradóval, sporthírekkel, időjárás-jelentéssel, stúdióbeszélgetésekkel 21:55-ig tart. A 21:00-kor kezdődő Híradót, majd utána a V4 Híradót a Duna World csatorna is élőben adja. 21:35-től Világhíradó kezdődik. 22:00-tól egy fél órás Híradóval a következő program, a Ma éjjel veszi kezdetét. A 23 órai Híradó után 0:02-kor közvetítik az utolsó élő híradást. 2016 nyara óta a Ma éjjelnek is saját házigazdái vannak, korábban a Ma este műsorvezetői látták el ezt a feladatot is.